# Nationaal Park Oezjansky
Het Oekraïense Nationaal Park Oezjansky (Oekraïens: Ужанський національний природний парк) is gelegen in het Karpatengebergte van de oblast Transkarpatië. Het nationaal park werd opgericht in september 1999 en heeft een oppervlakte van 391,59 km². De eeuwenoude beukenbossen zijn van een hoog natuurbeschermingsbelang en beslaan binnen het een oppervlakte van 37,373 km². Het park grenst aan het Nationaal Park Bieszczady van Polen en Nationaal Park Poloniny van Slowakije. Sinds 1998 behoort Oezjansky, samen met de twee voorgenoemde nationale parken, onder het Oost-Karpatisch Biosfeerreservaat. Bovendien is deelgebied Stoezjytsja-Oezjok sinds 2007 onderdeel van de UNESCO-werelderfgoedinschrijving «Oude en voorhistorische beukenbossen van de Karpaten en andere regio's van Europa».

## Biotoop
Het Nationaal Park Oezjansky ligt ten westen van de bovenloop van de rivier Oezj. De belangrijkste bergtop is de Kremenets (1.221 meter), die op het drielandenpunt van Oekraïne, Slowakije en Polen ligt. Er liggen vier belangrijke vegetatiezones, namelijk beukenbossen, beuken-zilversparrenbossen, dwergvegetatie met groene els (Alnus viridis) en alpenweiden. In de laatstgenoemde biotoop zijn veel plantensoorten te vinden die endemisch zijn voor de Karpaten.

## Flora
In het Nationaal Park Oezjansky zijn meer dan 900 vaatplanten. Daaronder bevinden zich onder andere de bergkwastjesbloem (Soldanella montana), soldaatje (Orchis militaris), vlierorchis (Dactylorhiza sambucina), kruisbladgentiaan (Gentiana cruciata), leverbloempje (Anemone hepatica) en de bonte krokus (Crocus vernus vernus). Er zijn in het gebied meer dan 300 verschillende korstmossen vastgesteld en staat bekend om zijn hoge aandeel aan endemische soorten binnen deze groep. Ook zijn er 143 mossen en 58 schimmels vastgesteld.

## Fauna
Het Nationaal Park Oezjansky telt 55 zoogdiersoorten. Vierentwintig van deze zoogdieren zijn opgenomen op de rode lijst van bedreigde soorten van Oekraïne. Dit zijn soorten als bruine beer (Ursus arctos), Euraziatische lynx (Lynx lynx), boommarter (Martes martes), Europese wilde kat (Felis silvestris), das (Meles meles), bergspitsmuis (Sorex alpinus) en edelhert (Cervus elaphus). Langs rivieren kan tevens de otter (Lutra lutra) worden gevonden. In poelen in het gebied leven amfibieën als geelbuikvuurpad (Bombina variegata) en karpatensalamander (Lissotriton montandoni).

## Afbeeldingen

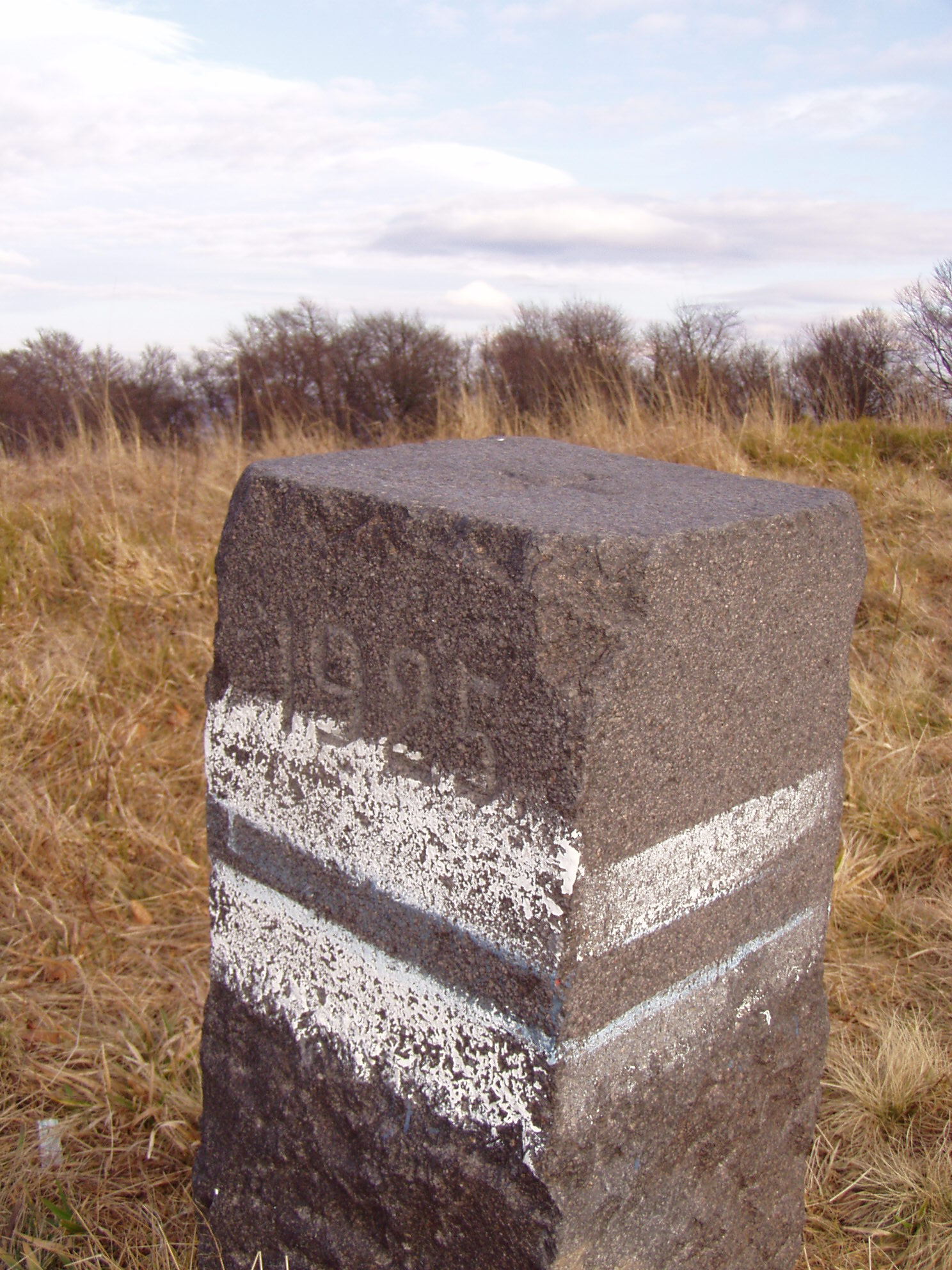
Een geodetische zuil markeert de top van de berg Javirnyk (1.017 m).
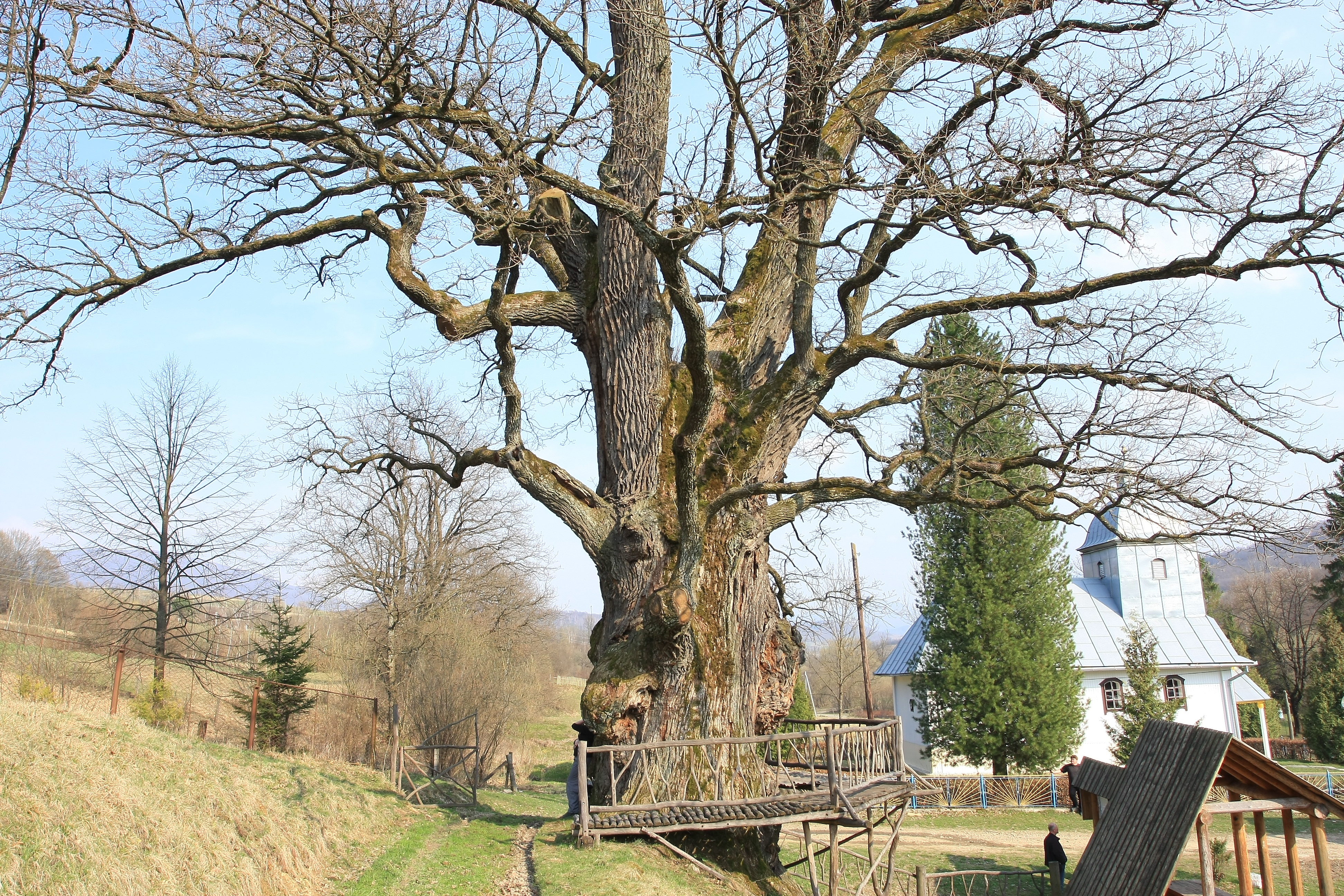
De monumentale eik Dido, gelegen in het dorp Stoezjytsja.
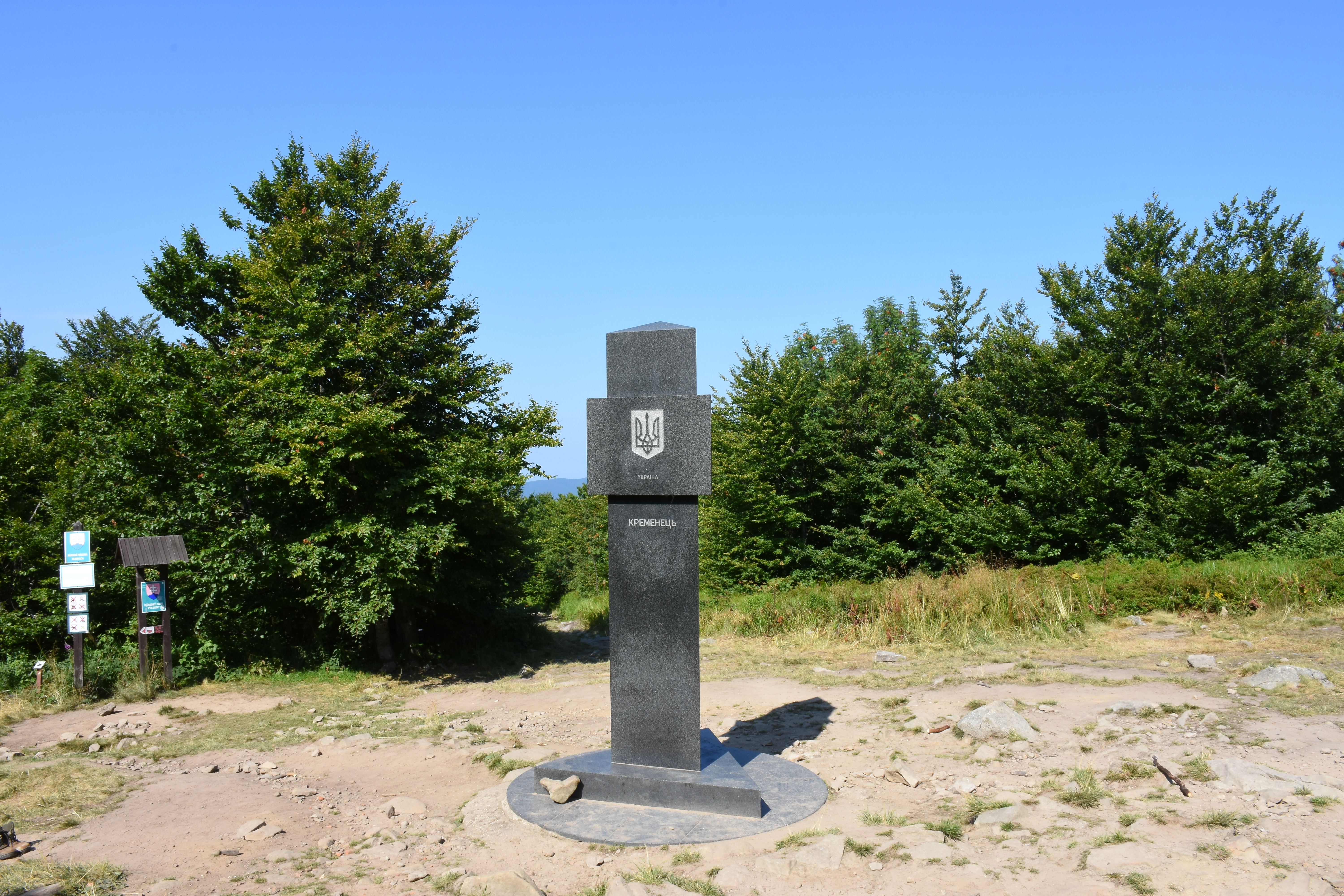
Drielandenpunt van Oekraïne, Slowakije en Polen op de berg Kremenets (1.221 m).
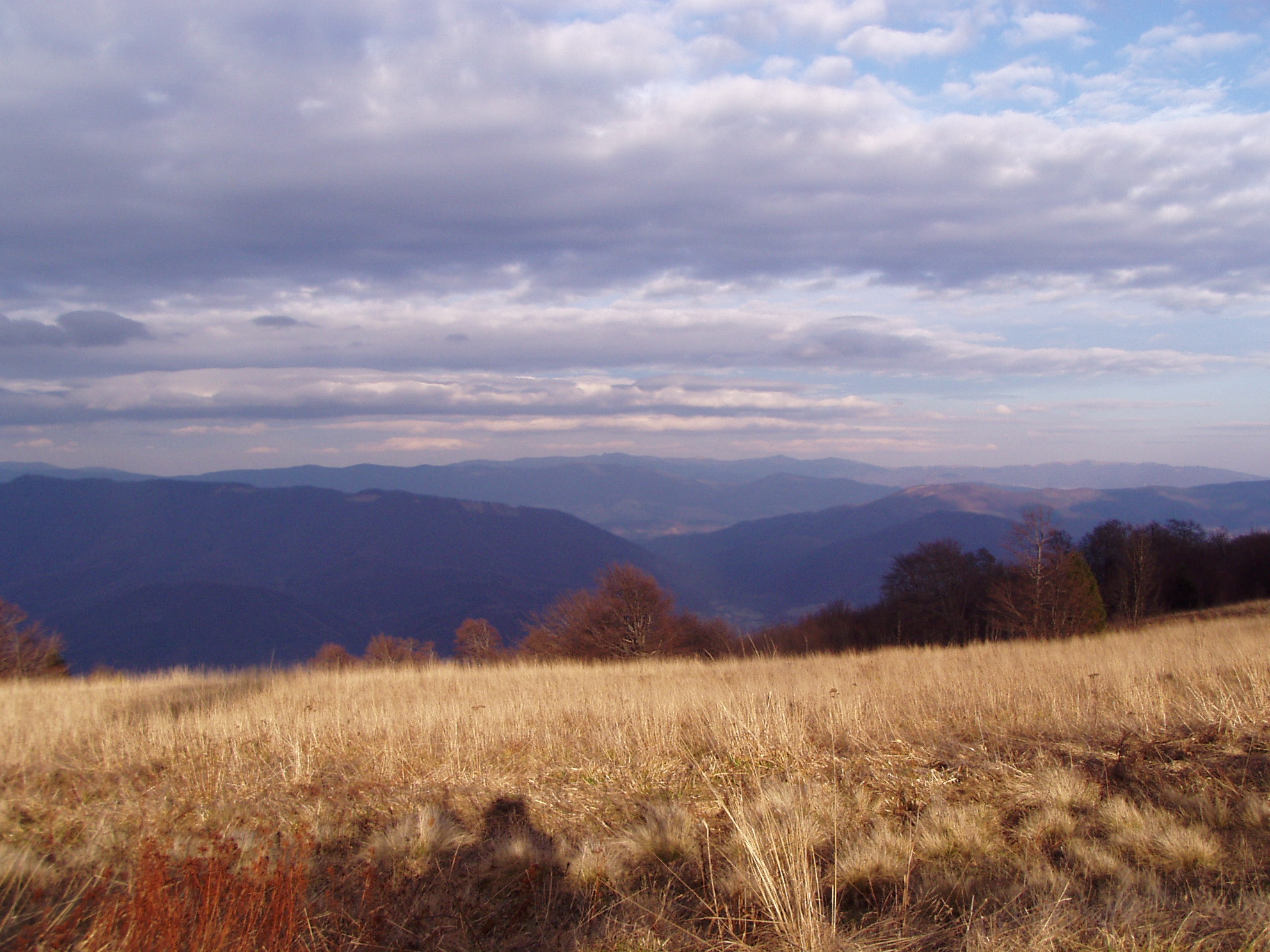
Uitzicht vanaf de berg Javirnyk in noordelijke richting.
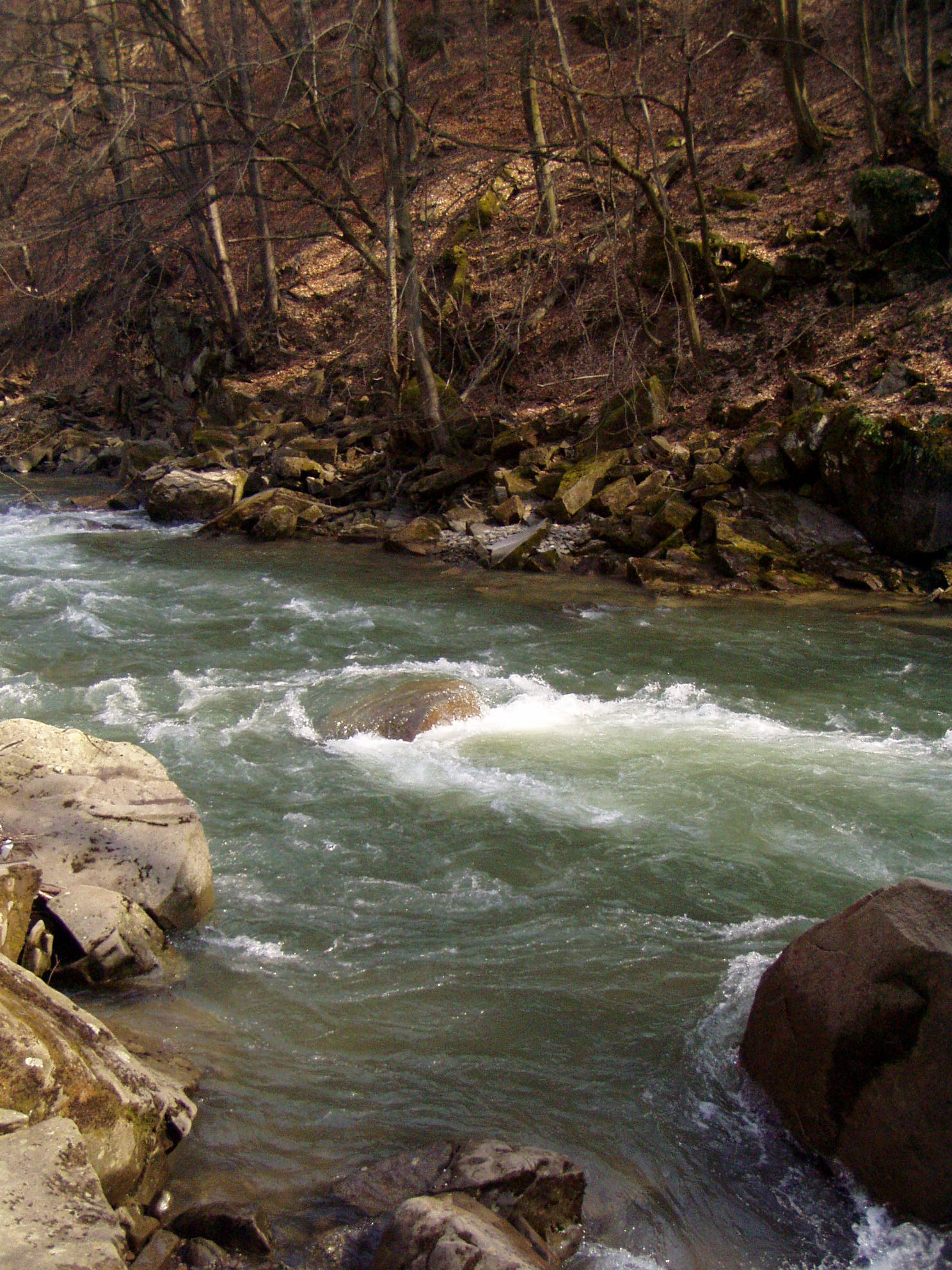
De rivier Oezj ter hoogte van het dorp Sil.
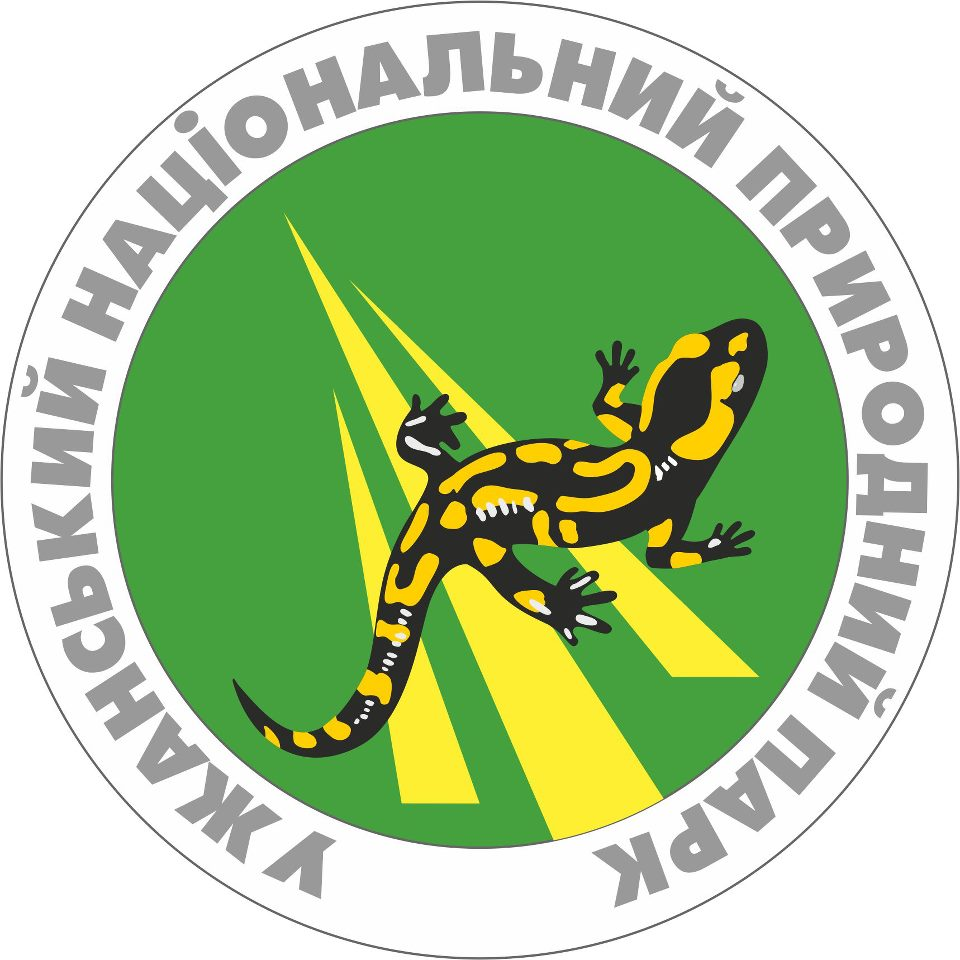

...
Boezky Hard · 
Chotynsky · 
Desnjansko-Starohoetsky · 
Homilsjanski Lisy · 
Karmeljoek-Podolië · 
Karpaten · 
Noord-Podolië · 
Oezjansky · 
Podilski Tovtry · 
Synevyr · 
Skolivski Beskydy · 
Toezlovski Lymany · 
Tsoemanska Poesjtsja · 
Zalissja
...